# Cantón de Almansa
El cantón de Almansa fue un cantón proclamado en localidad de Almansa (España) el  19 de julio de 1873  durante la Primera República Española. Formó parte de la rebelión cantonal iniciada por el «Cantón Murciano» proclamado en Cartagena siete días antes. El cantón se mantuvo muy pocos días a causa del escaso apoyo popular que encontró.

## Proclamación del cantón
La proclamación del cantón de Almansa el 19 de julio se debió a la presión del sublevado Batallón de Cazadores de Mendigorría que estaba recorriendo la región de Murcia para que todas las localidades que la integraban, como Almansa, se sumaran al «Cantón Murciano» proclamado en Cartagena el día 12. Se produjeron diversos altercados y detenciones de militares que no se quisieron sumar a la rebelión, permaneciendo leales al gobierno de Nicolás Salmerón. Almansa quedó incomunicada pues se cortaron las líneas telegráficas, aunque el gobernador civil de Albacete pudo informar en el Boletín Oficial de la Provincia de que Almansa estaba sublevada. Sin embargo, el cantón duró muy pocos días debido al escaso apoyo popular que encontró.
El 5 de agosto el gobernador comunicaba al alcalde de Almansa, el industrial del calzado Francisco Coloma, la destitución de todos los miembros del Ayuntamiento por su colaboración con la sublevación. En la carta que le envió el gobernador argumentaba que la Corporación «era sabedora con anticipación de la sublevación del Batallón de Cazadores de Mendigorría que se hallaba en Almansa, y no dio cuenta oficial ni oficiosa hasta después de consumado el hecho; que un Teniente de Alcalde y dos concejales se marcharon con los sublevados, que a varios oficiales y soldados que quisieron pronunciarse se les hostilizó y persiguió con nutrido fuego por los voluntarios de la ciudad». El Ayuntamiento respondió que «no tuvo noticia hasta que el hecho se consumó, ignora que ningún concejal se marchara con los sublevados» y que «es incierto que los oficiales e individuos que no quisieran pronunciarse fueran perseguidos por los voluntarios con el nutrido fuego». Sin embargo, la respuesta no surtió efecto y toda la corporación fue cesada, no solo el alcalde y los concejales, sino varios funcionarios municipales.
El 11 de agosto el general Arsenio Martínez Campos, nombrado por el gobierno de Nicolás Salmerón para que acabara con el cantonalismo valenciano y murciano, entró en Almansa, sin encontrar ninguna oposición. El nuevo ayuntamiento se apresuró a ofrecerle sus respetos.